# 특무기관 네르프 방재어플
특무기관 네르프 방재어플(일본어: 特務機関NERV防災アプリ)은 게히른이 개발・제공하는 지진・해일・분화・특별경보 속보나 홍수・토사재해등의 방재기상정보를 전송하는 스마트폰용 무료 어플리케이션이다.
게히른 창업자 이시모리 다이키가 창업 직전인 2010년 2월 개인적으로 시작한 트위터 계정 “특무기관 네르프”를 개발 단서로 한다. 이시모리는 애니메이션 《신세기 에반게리온》의 팬으로서, 해당 작품에 등장하는 조직 “특무기관 네르프”와 같이 적(위험)의 내습을 알리는 경보를 발령하는 계정으로서 트위터 계정 운용을 시작했고, 자신의 IT기술을 살려 자동트윗을 실시했다. 원래 개인적 취미의 연장이었지만, 동일본 대지진으로 미야기현의 본가가 해일로 전몰되었고 친척・친구가 다수 사망함에 따라 절전을 호소하는 “야시마 작전” 확산을 주도하는 등, 이 때부터 계정이 본격적으로 운영되게 되었다. 또한 계정이 에반게리온 시리즈의 저작권을 침해하고 있다는 지적에, “특무기관 네르프”의 명칭 및 로고마크에 대해 에반게리온의 저작권을 관리하는 주식회사 그라운드워크스로부터 “공인 비공식”이라는 형태로 허락을 받아냈다.
그 뒤 트위터 계정의 자동화에 더욱 힘써 2013년 9월에는 정보발신속도 향상을 목표로 재해정보공유시스템(L얼러트)와의 접속을 실현하고, 기상청 기상업무지원센터와의 사이에 전용 회선을 설치해 기상정보를 수신한 직후 1초 이내에 발신할 수 있도록 했다. 2018년 오사카부 북부 지진 때는 일본기상협회 지진속보 계정, 일본방송협회(NHK) 속보전달보다도 빨리 정보를 트윗하기에 이르렀다. 2019년 6월에는 운영사인 게히른이 기상청으로부터 예보업무허가사업자(지진동 허가번호 제214호)로 허가를 취득했다. 특별히 선전활동을 하고 있지 않지만, 정보의 신뢰성과 속보성으로 인해 저절로 인지도가 높아져 팔로워가 증가, 2020년 12월 현재 팔로워가 109만 명에 이른다.
스마트폰용 앱은 기상청이 제공하는 “대우・홍수경보의 위험도 분포”와 관련된 푸시형 통지서비스 협력사업자 가운데 하나로 게히른이 선정됨에 따라 개발되어, 2019년 9월 1일(방재의 날)에 iOS판, 동년 12월 18일 안드로이드판을 제공하기 시작했다. 시인성을 고려한 글꼴, 배색, 이미지 사용이 특징 중 하나인데, 이시모리 본인이 색각이상 당사자인 것도 이유로 작용했다고 한다. 또한 데이터 통신에 클라우드 시스템을 활용해 정말 큰일이 났을 때 과다접속으로 시스템이 다운되지 않도록 배려되어 있다고 한다. 이미 방재어플은 NHK, 야후 등 대기업이 참여하고 있어 본 어플은 후발주자였지만, 릴리스 3개월만에 다운로드 40만회 이상을 기록했다.